# Pelargonium capitatum
Pelargonium capitatum, en català malva-rosa, és una espècie herbàcia perenne de la família de les geraniàcies. Aquesta espècie fragant, arbustiva i de mida petita florent, proporciona bellesa i color durant tot l'any a qualsevol jardí àrid i rocós. Aquest Pelargonium es conrea pel seu oli amb olor de roses. Pelargonium capitatum deriva el seu nom per la semblança de la forma de la fruita al pic d'una cigonya (Pelargos en grec). El nom específic capitatus (Amèrica), es refereix a la inflorescència de cap similars (carp). Bentick va introduir P. capitatum a Gran Bretanya en el 1690.

## Morfologia
Pelargonium capitatum és erecte, arbustiu, ramificat i esvelt, amb branques llenyoses i d'aspecte plomós, amb fulles de color verd grisenc, que estan agradablement perfumades. Les inflorescències no són ramificades, cada peduncle porta d'una a cinc flors. Les flors varien de color blanc, rosa a malva i les vetes en vermell o porpra. Creix fins a una alçada d'uns 0,3 m i al voltant d'1,5 m d'ample. Branques laterals individuals poden créixer fins a una longitud de 0,6 m. Les tiges i les fulles són perfumats amb dolçor quan s'aixafen, i estan coberts de pèls llargs i suaus de densitat variable. Les flors són de color rosa i floreix de setembre a octubre. La llavor de Pelargonium és força interessant: adjunt a la llavor en forma el·líptica, és una estructura de plomes, cua, que està enrotllada en espiral. Aquesta estructura de cua, permet a la llavor penetrar i protegir-se dins la terra si es torça pel vent o per un animal que passa.

## Ecologia
És una espècie bastant comuna i, per tant, no té cap estat de conservació establert.Pelargonium capitatum és una espècie nativa de Sud-àfrica on hi té un ampli rang de distribució. El gènere Pelargonium pertany a una gran família d'onze gèneres i 800 espècies en el món tropical i subtropical. Pelargonium creix al sud, est i nord-est d'Àfrica, Àsia, Santa Helena, Tristan da Cunha, Madagascar, Austràlia i Nova Zelanda. Pelargonium capitatum es produeix a partir de la baia de Lamberts, al llarg de la costa, a través de la Província Oriental del Cap de KwaZulu-Natal. Creix bé en les dunes de sorra o en vessants baixes properes a la costa. Pot créixer en àrees pertorbades.

## Aspectes culturals i ús
Pelargonium capitatum amb aroma és conreada pel seu oli de gerani. Les fulles dolçament perfumades són un suavitzant de pell meravellós. Les fulles es poden fregar en les mans per calmar els calls, nafres i esgarrapades, en els talons per suavitzar, pell calenta esquerdat i es poden lligar a un tros de tela i s'utilitzen en el bany com un tractament de la pell i de rentat que també alleuja les erupcions. Un te fet de les fulles era un vell remei utilitzat per persones del Cap per tractar malalties de ronyó i bufeta, rampes d'estómac, nàusees, vòmits, diarrea i flatulència.